# La cuisine collective
 (décembre 2022).

Fondé en 1987, La Cuisine collective était un magazine distribué sur abonnement auprès des professionnels de la restauration, comme les gestionnaires de restaurants, responsables de restauration, chefs de cuisine, cuisiniers, diététiciens, etc. Cette revue se trouvait dans une position dominante sur le marché.

## Orientation
La Cuisine Collective traitait principalement de la restauration collective, et mettait en avant une meilleure qualité des aliments préparés par des professionnels avertis, qui garantissent la sécurité alimentaire et la traçabilité alimentaire.
Son contenu rédactionnel était très spécialisé, pour tenter de servir d'outil de travail et de formation pour les professionnels : 
- actualité de la restauration collective,
- reportages sur sites,
- nutrition,
- agroalimentaire,
- équipements
- qualité,
- hygiène en cuisine,
- recettes et plans menus,
- gastronomie moléculaire d’Hervé This,
- petites annonces (offres d'emploi, demandes d'emploi, appels publics, attributions, ventes de matériels...)

La Cuisine Collective était, de plus, engagée dans les questions d’hygiène, et faisait appel à des spécialistes depuis une dizaine d’années. En effet, toute intoxication alimentaire (causée par exemple par listeria, salmonella ou tout autre micro-organisme dangereux pour l’homme) peut avoir des conséquences dramatiques, vu le nombre de convives servis et la population concernée : enfants, malades, personnes âgées notamment. Ainsi, le professeur Jacques Rozier de l’Ecole Vétérinaire de Maisons-Alfort est le premier à avoir déclaré la chasse aux microbes et Tiac (Toxi Infection Alimentaire Collective), dans un article sur l’HACCP (Terminologie anglophone). (Hazard Analisis and Control Critical Points) ou Analyse des risques et contrôle des points critiques (A.R.C.P.C.).

## Fin de la publication
La Cuisine Collective a cessé de paraître en novembre 2015. Dans un ultime message, Olivier Milinaire, directeur de la publication, explique que la baisse des recettes publicitaires ne permettait plus de maintenir le journal tel qu'il a existé durant 28 ans. 